# Agustín Orión
Agustín Ignacio Orión (Ramos Mejía, 26 de junio de 1981) es un exfutbolista argentino que jugaba como arquero. Su último club fue Colo-Colo de la Primera División de Chile. Fue internacional absoluto con la selección de Argentina. Actualmente, es vicepresidente de Midland.

## Trayectoria

### San Lorenzo (2003-2009)
Debutó en el primer equipo de San Lorenzo el 16 de septiembre de 2003 en una derrota 2:0 ante The Strongest en la ciudad de La Paz, por Copa Sudamericana. En dicho partido, recibió un gol en el primer disparo en contra, de Limberg Méndez. Pero no sería hasta la temporada 2004/05 cuando, tras la partida de Sebastián Saja, cuando tendría mayor participación en el equipo, peleando el puesto con José Fabián Ramírez. Luego de la temporada 2005/06, donde tras la llegada a préstamo de Saja volvería a tener poca participación, a comienzos del año 2007, finalmente alcanzaría la titularidad en el arco de los de Boedo. Sería parte importante del equipo campeón del Torneo Clausura 2007.
En el año 2008, su equipo no consiguió título alguno y, para colmo de males, fue gran responsable de la eliminación del Cuervo en la Copa Libertadores a manos de LDU Quito en cuartos de final (los ecuatorianos serían campeones de aquella edición del torneo). En el partido de ida, no controló bien el balón en su área y sufrió el gol de Claudio Bieler que abrió el marcador. El encuentro finalizaría 1 a 1, mismo marcador en el partido de vuelta jugado en Ecuador, accediendo a semifinales la Liga de Quito luego de ganar la tanda de penales. En el apertura, pese a tener buen rendimiento, San Lorenzo perdió el triangular final a manos de Boca Juniors, que a la postre se coronó campeón tiempo después, quedando tercero en el campeonato por debajo del club de la Ribera y Tigre.
El 2009 su último año con la camiseta azulgrana, siendo transferido al Club Estudiantes de La Plata en diciembre de aquel año.

### Estudiantes de La Plata (2009-2011)
El 9 de diciembre de 2009, fue traspasado a Estudiantes de La Plata con el fin de reemplazar a Mariano Andújar, quien había sido transferido al Catania. El 29 de diciembre de 2009 firma el contrato y se convierte en arquero del Pincha.

#### Temporada 2010

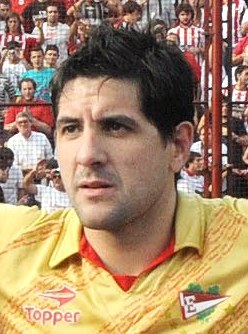
Orion con Estudiantes de La Plata en 2010.

Debutó en el conjunto Rojiblanco el 30 de enero de 2010 por la primera fecha del Torneo de Clausura 2010 contra Arsenal en el Estadio Centenario y tendría un debut soñado ya que su equipo goleó por 3-0. El 9 de mayo por la Fecha 18 del torneo argentino se enfrentaban a Rosario Central con la opciones de ser campeones del fútbol argentino luego de 4 años si ellos ganaban y Argentinos Juniors (El otro candidato al título) no vencía a Independiente, pero las cosas serían desfavorables para el equipo de Orion ya que igualaron sin goles contra los Canallas y Argentinos vencería dramáticamente por 4-3 a los Diablos Rojos. Ya en la última fecha golpearían por 4-1 a Colón con triplete de Mauro Boselli más un gol de Enzo Pérez mientras que el descuento santafecino lo marcó Facundo Curuchet, pero de nada les serviría ya que Argentinos venció por 2-1 a Huracán siendo campeón por tercera vez en su historia con 41 puntos en 19 jornadas uno más que Estudiantes.
En el Torneo de Clausura 2010 jugó 17 partidos y recibió 11 goles en contra.
Mientras tanto en la Copa Libertadores 2010 llegaría hasta los cuartos de final. Quedarían emparejados en el Grupo 3 junto con Alianza Lima, Juan Aurich y Bolívar, terminarían primeros con 13 puntos (Uno más que Alianza Lima). En octavos se enfrentaron a San Luis de Potosí la ida la jugaron en el Estadio Alfonso Lastras Ramírez y el conjunto argentino ganó por la cuenta mínima ya en el Estadio Centenario ganaron por 3-1 con goles de Leandro González y doblete de Leandro Benítez ganando la llave por 4-1. En cuartos de final se enfrentaron a Internacional, la ida se jugó en Brasil el 13 de mayo en el Beira-Rio y el conjunto brasileño terminaría ganando por la cuenta mínima con solitario gol de Gonzalo Sorondo al minuto 87', la vuelta se jugó siete días después en el Estadio Centenario de Quilmes y el Pincharrata ganaría por 2-1 pero Ínter avanzaría por gol de visitante tras igualar 2-2 en global. En la Copa jugaría todos los partidos de Estudiantes en el certamen.

#### Temporada 2010-11

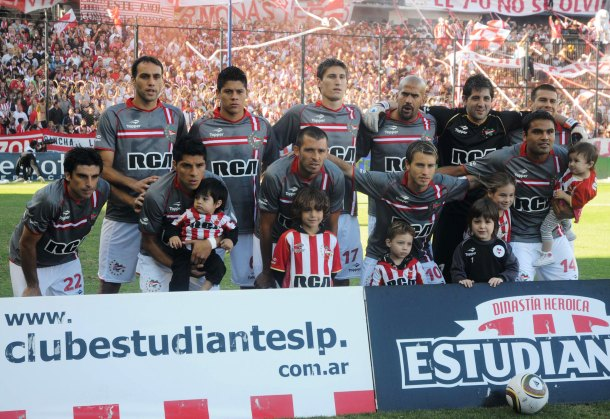
Formación de Estudiantes durante el Torneo de Apertura 2010, torneo en el que fueron campeones.

En la Copa Sudamericana 2010 se enfrentó a Newell's Old Boys por la Segunda fase, la ida se jugó el 16 de septiembre en el Estadio Marcelo Bielsa donde el Leproso venció por la cuenta mínima con solitario gol de Mauro Formica de penal al 90+2'. La vuelta se jugó 6 días después en el Estadio Centenario donde igualarían 1-1 y el conjunto Pincha quedaría eliminado a las primeras de cambio del torneo continental tras caer 1-2 en el global. En el torneo local sería campeón con el conjunto estudiantil tras ganarle 2-0 a Arsenal Fútbol Club en la última fecha el día 12 de diciembre y Orion sería uno de los Artífices de esta nueva estrella de Estudiantes recibiendo solo 6 goles en contra en los 17 partidos (de 19 posibles) que jugó. Su equipo además logró 45 puntos en 19 fechas con 14 triunfos.

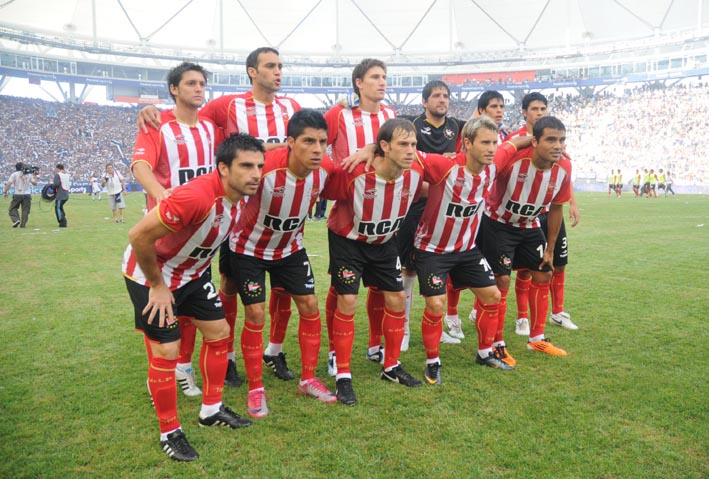
Formación de Estudiantes durante el Torneo de Clausura 2011.

Para el primer semestre de 2011 jugaría la Copa Libertadores donde quedarían situados en el Grupo 7 junto con Guaraní, Cruzeiro y Deportes Tolima, pasarían su grupo segundos con 10 puntos detrás del sólido líder Cruzeiro con 16. En Octavos de final se cruzaron con Cerro Porteño de Paraguay la ida se jugó el 27 de abril e igualaron 0-0 en el Estadio Ciudad de La Plata de Estudiantes, la vuelta se jugó una semana después el 5 de mayo en el Estadio General Pablo Rojas donde también igualaron 0-0 por lo que tendrían que definir al ganador en semifinales donde el conjunto paraguayo pasó por 5-3. Jugaría los 8 partidos del conjunto platense en el máximo torneo continental de Sudamérica.
Mientras en el Torneo de Clausura 2011 el equipo no podría repetir esas dos últimas grandes campañas en el torneo local y terminarían en el puesto 13° con 24 puntos en 19 fechas, el meta argentino jugó todos los partidos de Estudiantes en el certamen.
Durante su año y medio en Estudiantes jugó 73 partidos recibiendo 57 goles en contra y consiguiendo un título, el Torneo Apertura 2010 siempre siendo el portero titular.

### Boca Juniors (2011-2016)

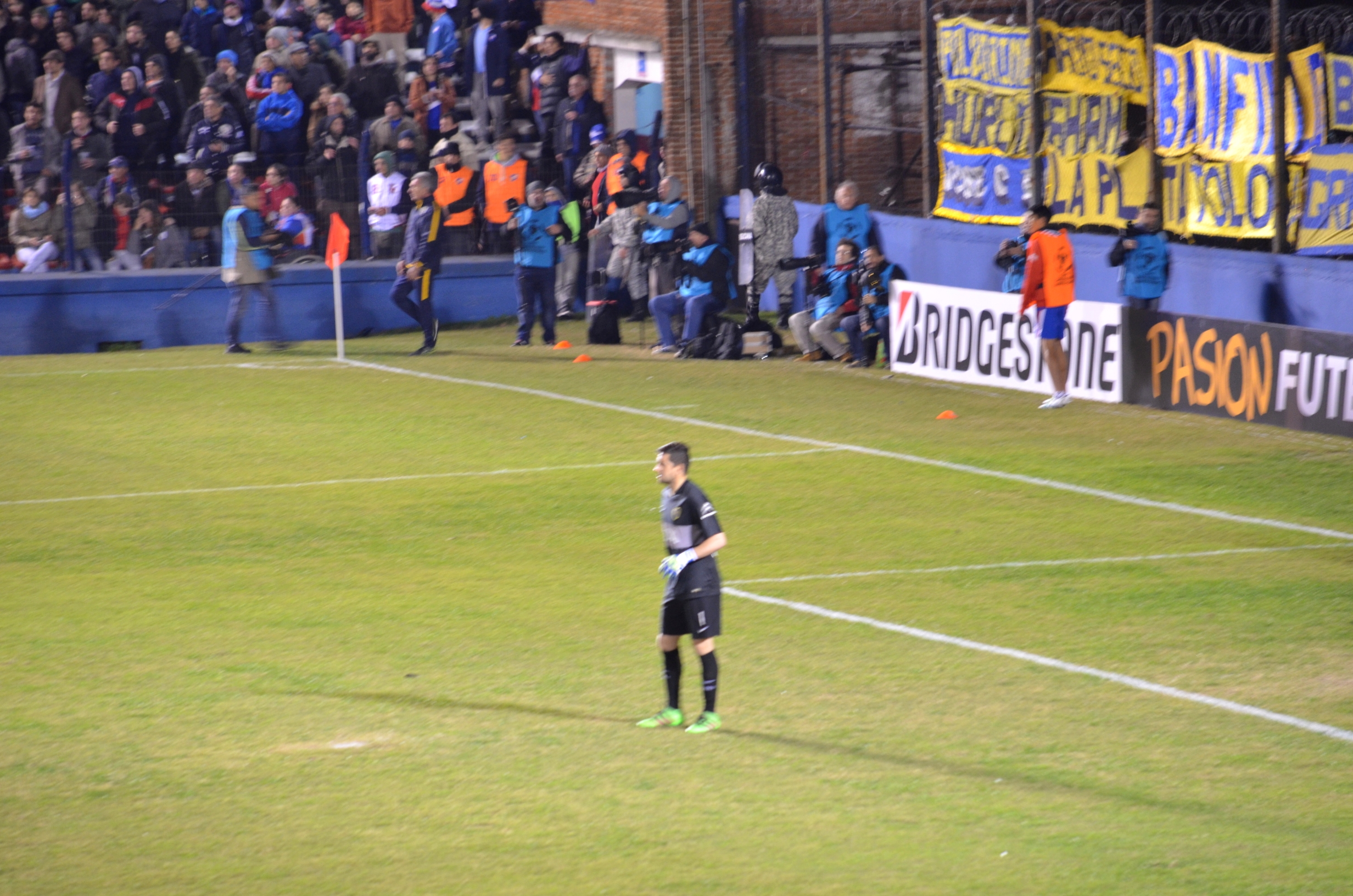
Orion jugando para Boca durante el partido de ida contra Nacional de Uruguay por Copa Libertadores 2016.

En 2011, Boca Juniors y Estudiantes de La Plata acordaron el traspaso al club Xeneize del guardameta a cambio de cerca de 1,3 millones de euros, más el préstamo del central Christian Cellay.

#### Temporada 2011-12
Debutó con el conjunto xeneixe el 7 de agosto de 2011 por la primera fecha del Torneo de Apertura 2011 en la igualdad 0-0 contra Olimpo de Bahía Blanca en el Estadio Roberto Natalio Carminatti haciendo un debut mediocre, en las siguientes dos fechas ganarían sus dos partidos sumando 7 puntos en 9 fechas y con Orion dejando el arco en cero, recién a la cuarta fecha recibiría su primer gol como arquero de Boca en la igualdad 1-1 contra San Lorenzo, con el correr de las fechas el equipo de Falcioni se volvería más sólido y con un buen fútbol iría sacando cada vez más y más ventaja en el liderato hasta el 4 de diciembre por la Fecha 17 tras golear por 3-0 a Banfield en La Bombonera con doblete de Cvitanich y uno de Rivero se consagró campeón del Apertura 2011 faltando aún dos fechas para la culminación de este bajando la estrella número 30 en la historia del club boquense. Dos fechas más tarde, en la última fecha del torneo, Orion acaba el partido frente a All Boys con su 13.ª valla invicta del campeonato, y se convierte así en el portero que menos goles recibió en un torneo corto de primera división de Argentina con tan sólo seis goles en 19 partidos, sobrepasando de esta manera la marca de siete goles recibidos impuesta por José Luis Chilavert, en 1993.
Debutó por la Copa Argentina el 2 de febrero de 2012 contra Santamarina por los Treintaidosavos de final en los 90 minutos ambos equipos igualarían 1-1 y en penales Boca ganaría por 4-3 en el Padre Ernesto Martearena. Para el Clausura 2012 debutaron con un triunfo por 2-0 sobre Club Olimpo en La Bombonera con goles de Cvitanich y Mouche.
En la Copa Libertadores 2012 Boca quedó en el Grupo 4 con Arsenal Fútbol Club, Fluminense y Zamora. Comenzaron con Zamora igualando 0-0 en el Estadio Agustín Tovar, luego en la segunda fecha caería por 1-2 frente a Fluminense de local sumando apenas 1 punto de 6 posibles, pero después de eso ganarían sus 4 partidos restantes contra Arsenal (2-1 de visita y 2-0 de local), Fluminense (2-0 en Brasil) y contra Zamora 2-0 de local y clasificándose de esta forma a octavos de final con 13 puntos, solo dos menos que el líder Fluminense.
En Octavos de final quedaron emparejados con Unión Española la ida la jugaron el 2 de mayo en Argentina con el xeneixe ganando 2 a 1, la vuelta se jugó una semana después en el Estadio Santa Laura con el conjunto argentino ganando por 3-2 (5-3 global) en un electrizante encuentro. En Cuartos de final se enfrentaron nuevamente a Fluminense, la ida se jugó el 17 de mayo en La Bombonera y esta vez el Bostero ganó por la cuenta mínima con gol de Pablo Mouche al 52. La vuelta se jugó seis días después en el Estadio Olímpico Nilton Santos y Boca clasificaría de manera a semifinales tres el gol de Santiago Silva al 90' igualando 1-1 y ganando 2-1 la llave para situarse entre los 4 mejores equipo de Sudamérica. En Semifinales jugaron con Universidad de Chile, la ida se jugó el 14 de junio y Boca ganó de local por 2-0 a la "U" con goles de Santiago Silva y Juan Manuel Sánchez Miño, tres días después jugaron por la Fecha 18 del Torneo de Clausura 2012 y cayeron de forma categórica por 3 a 0 de local frente a Arsenal (Quien sería el campeón la fecha siguiente) cediendo la punta del liderato a una fecha del final, la próxima jornada caerían por 3-1 frente a All Boys enterrando sus opciones de bicampeonato y Orion no jugó ese partido.
Volviendo a las semifinales de Libertadores, la vuelta se jugó el 21 de junio en el Estadio Nacional de Chile y ambos clubes igualarían a 0 siendo Boca el beneficiado tras ganar la ida 2-0 clasificándose a la final.
Jugaron la Final de la Copa Libertadores 2012 contra Corinthians. El partido de ida se jugó el día miércoles 27 de junio en el Estadio La Bombonera de Buenos Aires donde argentinos y brasileños igualarían 1-1, la vuelta se jugó el 4 de julio en el Estadio Pacaembú de Sao Paulo, al minuto 32' se lesionó de la rodilla cuando el partido iba 0-0, en su lugar ingresó Sebastián Sosa, dicha lesión lo dejaría fuera de las canchas durante tres meses; el partido terminaría 2:0 a favor de los brasileros, doblete de Emerson ganando la Libertadores por primera vez en su historia, debiendo el arquero y todo el equipo conformarse con el subcampeonato.
Pese a esto, lograría su segundo título en Boca, al conseguir la Copa Argentina 2011-12, venciendo en la final a Racing Club por 2 a 1 el día 8 de agosto pero no disputaría el encuentro debido a su lesión.

#### Temporada 2012-13
Su regreso a las canchas fue el 30 de septiembre de 2012 casi tres meses después de su lesión, por la novena fecha del Torneo Inicial 2012 en la igualdad uno a uno contra San Martín de San Juan. El 28 de octubre hizo su debut en un Superclásico del fútbol argentino contra River Plate en el Estadio Monumental de Núñez igualarían 2-2 por la Fecha 12. Finalmente el cuadro bostero terminó en la sexta posición con 33 puntos a siete del campeón Vélez. Orion jugó 12 partidos y recibió 11 goles en contra.
La campaña del Torneo Final 2013 sería peor que la anterior ya que su equipo terminó 19 de 20. Por la Copa Libertadores 2013 llegó hasta Cuartos de final donde serían eliminados por Newell's Old Boys que contaban como técnico a Gerardo Martino y figuras tales como las de Maxi Rodríguez, Gabriel Heinze, Ignacio Scocco, Nahuel Guzmán, Milton Casco, entré otras figuras; igualarían 0-0 tanto en la ida como en la vuelta y en definición a penales ganaría el conjunto leproso por 10-9 luego de que Maxi Rodríguez anotará el penal definitorio, mientras que por la Copa Argentina 2012-13 llegaría hasta octavos de final siendo eliminados por 3-1 contra All Boys.

#### Temporada 2013-14
Mejorarían sus últimas campañas en el Torneo Inicial 2013 terminando en el 7° puesto con 29 puntos a solo cuatro del campeón San Lorenzo, Orion jugaría 16 partidos por el torneo recibiendo 17 goles en contra. Ese mismo año, fue reconocido por la prensa y hasta por el propio director técnico, Carlos Bianchi, como uno de los pilares de Boca Juniors, siendo ante las ausencias de Juan Román Riquelme y Rolando Schiavi, el nuevo capitán del equipo.
Para el Torneo Final 2014 irían de menos a más, dejando escapar muchísimos puntos en las 10 primeras fechas y alejándose bastante del título, por la décima fecha se enfrentaron a River Plate en Estadio La Bombonera, River comenzaría ganando con un gol de Lanzini al 58' después Riquelme empate para Boca al minuto 69, y al 86' Ramiro Funes Mori marcó el 2-1 tras una mala salida de Orion, de esta forma Boca quedaba a seis puntos del líder Colón quedando 9 fechas para el final, además los Millonarios volvieron a ganar en La Bombonera luego de 10 años, quedarían fuera de la lucha del título en la penúltima a pesar de vencer a Lanús por 3-1 en una noche mágica de Riquelme, aun así quedaron a cinco puntos de River con solo tres en disputa, el capitán de Boca jugó 17 partidos de 19 posibles.
Mientras que por la Copa Argentina 2013-14 quedaron eliminados a las primeras de cambio en los Dieciseisavos de final contra Huracán por 2-0 siendo Ramón Ábila y Federico Mancinelli los autores de los goles de la eliminación de Boca.

#### Temporada 2014
Para el Torneo de Transición 2014 lograron el quinto puesto haciendo 31 puntos en 19 jornadas en un año de decepciones, 10 menos que el campeón Racing Club, mientras que por el Superclásico del fútbol argentino igualaron 1-1 con River en el Monumental, en un partido caliente donde ambos clubes terminaron con 10 jugadores tras las expulsiones de Ramiro Funes Mori y Fernando Gago para River y Boca respectivamente.
Por la Copa Sudamericana 2014 llegaron a semifinales tras eliminar a Rosario Central, Deportivo Capiatá y en Cuartos de final eliminaron a Cerro Porteño por un global de 5-1. En las Semifinales se cruzaron con su clásico rival River Plate, la ida se jugó el 20 de noviembre en el Estadio La Bombonera donde igualaron sin goles, la vuelta se jugó una semana después en el Monumental donde el conjunto millonario ganó por la cuenta mínima con solitario gol de Pisculichi, cabe mencionar que Boca desperdició un penal de inicio, más bien lo atajó Bavorevo a Gigliotti.
Jugó 18 de 19 encuentros por el Torneo de Transición 2014 recibiendo 22 goles y por la Sudamericana jugó los 8 partidos y recibió 4 goles.

#### Temporada 2015
Debutó en la Temporada 2015 en el Torneo de Verano por la Copa Ciudad Mar del Plata contra Racing Club el 17 de enero, caerían estrepitosamente por 1-4 en el Estadio José María Minella. Tras esto Orion no volvería a jugar partidos de pretemporada reservándose para el torneo local y la Copa Libertadores.
Volvió a jugar un partido después de casi un mes por la primera fecha contra Club Olimpo en La Bombonera el día 15 de febrero ganando por 3-1 y comenzando con 3 puntos el torneo local, por la Copa Libertadores 2015 se enfrentarían a Palestino por la primera fecha del Grupo 5 en el Estadio Santa Laura de Santiago de Chile y sería un triunfo para el conjunto argentino por 2-0 con goles de Andrés Chávez y Sebastián Palacios debutando con el pie derecho en la copa, finalmente serían sólidos líderes de su grupo con 18 puntos, ganándole a todos sus rivales por partida doble (Zamora, Montevideo Wanderers y Palestino).
Por la segunda fecha del torneo local, fue expulsado con roja directa (en el entretiempo) en la victoria por 2-0 sobre Temperley, recibiendo una fecha de suspensión, nuevamente sería expulsado el 22 de marzo esta vez por la sexta fecha en la igualdad 1-1 contra San Martín de San Juan al 73' por doble amarilla tras fractura a Carlos Bueno. Recibiendo esta vez 4 fechas de castigo, volvió justo para el Superclásico contra River Plate el 3 de mayo y ganarían por 2-0 de local con goles de Pavón y Pablo Pérez (ambos ingresaron desde el banco).
Por los Octavos de final de la Copa Libertadores se enfrentaron a su clásico rival River Plate (quien clasificó de forma dramática a octavos), la ida se jugó el 7 de abril en el Monumental de Núñez y los de Gallardo ganaron por la cuenta mínima con gol de penal de Carlos Sánchez al minuto 81'. La vuelta se jugó una semana más tarde en La Bombonera frente a 49.000 espectadores, el encuentro se suspendería en el entretiempo cuando ambos igualaban 0-0 por agresión a jugadores del equipo visitante. Posteriormente la Conmebol descalificó a Boca de la competición, obteniendo River Plate el pase a la siguiente fase.
El 2 de agosto fue expulsado por tercera vez en la caída por 3-4 ante Unión de Santa Fe por la jornada 19 del torneo argentino, de esta forma Boca perdería el liderato exclusivo del campeonato tras la victoria de San Lorenzo sobre Gimnasia con 40 puntos a 9 fechas del final.
El 1 de noviembre, Boca con Orion de titular vencería por la cuenta mínima a Tigre por la penúltima fecha del torneo con gol de Fabián Monzón al 42', logrando 64 puntos sacándole 6 a San Lorenzo con tres en disputa siendo campeón matemáticamente y bajando su estrella 31 logrando su tercer título con la institución de la Ribera y 2° torneo de liga. Por el torneo jugó 21 partidos y recibió 16 goles en contra además de 3 rojas, convirtiéndose en el único arquero en sumar esa cantidad de tarjetas rojas en los últimos veinticinco años.
Por las Semifinales de la Copa Argentina 2014-15 vencieron a Lanús por 2-0 con goles de Lodeiro y Tévez. El 4 de noviembre jugaron la final contra Rosario Central en el Estadio Mario Alberto Kempes de la ciudad de Córdoba. Boca se consagró campeón ganando por 2-0, en un partido signado por los gruesos errores arbitrales, que beneficiaron al ganador, adjudicándose así la tercera Copa Argentina para el club, segunda personal del arquero. En dicha copa Orion jugó 6 partidos.

#### Temporada 2016

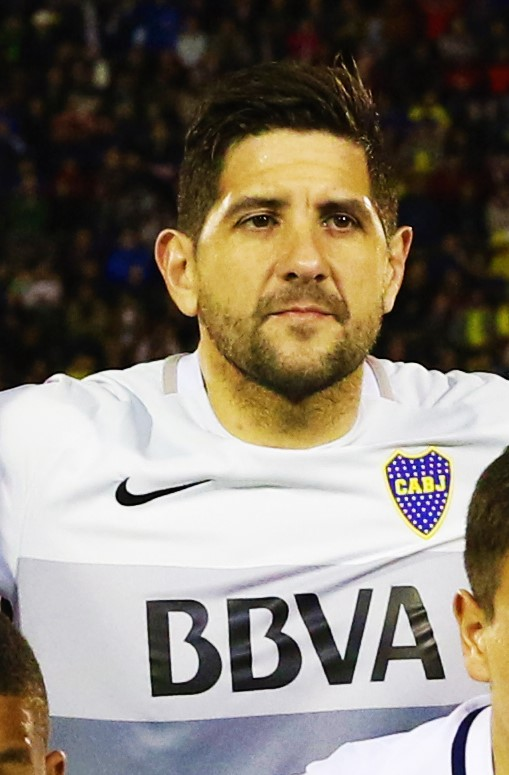
Orion en 2016

Comenzó el primer semestre de 2016 con el típico torneo de verano donde se enfrentaron a River Plate por la Copa Luis B. Nofal el primer encuentro se jugó el 23 de enero y el millonario ganaría por la cuenta mínima con gol de Pisculichi. El segundo encuentro se jugó siete días después y River ganaría 1:0 nuevamente adjudicándose el torneo amistoso por un 2-0 global.
Comenzaron la temporada con el Campeonato de Primera División 2016 igualando 0-0 con Temperley en el Florencio Sola. Cuatro días después jugaron la Supercopa Argentina contra San Lorenzo de Almagro en el Estadio Mario Alberto Kempes de Córdoba y finalmente caerían goleados por un categórico 4-0 en uno de los últimos partidos de la era Arruabarrena. Finalmente su equipo terminaría 10° de 15 en la Zona 2 con solo 20 puntos en 16 jornadas en una irregular campaña.
Por la Copa Libertadores 2016 igualarían sus tres primeros partidos contra Deportivo Cali, Racing Club y Bolívar por el Grupo 3, pero después ganarían sus tres siguientes encuentros contra Bolívar por 3-1 en La Bombonera, luego 1-0 a Racing en el Cilindro y por último a Cali por un contundente 6-2 de local. En los Octavos de final de la Copa se enfrentaron a Cerro Porteño de Paraguay, la ida se jugó el 28 de abril en el Defensores del Chaco y ganaron por 2-1, la revancha se jugó una semana después en la Bombonera y fue triunfo por 3 a 1. En los Cuartos de final de la Copa Libertadores jugaron con Nacional de Uruguay, la ida se jugó el 12 de mayo en el Estadio Gran Parque Central donde uruguayos y argentinos igualarían a 1 tanto, Frank Fabra abriría para Boca al 69, seis minutos después Sebastián Fernández anotó la igualdad. La revancha se jugó 7 días después en la Bombonera, en un partido de mucha pierna fuerte, Cata Díaz marcaría un gol en contra para Nacional al 20, al minuto 28 del segundo tiempo Cristian Pavón igualó la acciones tras una asistencia de Leonardo Jara, Pavón se iría expulsado por segunda amarilla tras festejar el empate, finalizó el encuentro y tuvo que definirse en penales, tras el fallo de Pérez, Orion atajó el penal de Gonzalo Porras (que fue el cuarto para Nacional), Insaurralde fallaría el cuarto de Boca y quedarían 2-3 abajo, si Nacional marcaba el siguiente clasificaba a semifinales, Orion se vistió de héroe y atajó un segundo penal consecutivo esta vez a Santiago Romero, después Fabra marcaría el quinto de Boca y la definición se iría a un "muere muere", Orion seguiría brillando en su noche mágica y atajaría un tercer penal consecutivo esta vez a Felipe Carballo, luego Federico Carrizo marcó el 4-3 final que le dio el pase a Boca a los cuatro mejores de América, mencionar que Orion fue la figura del partido.
Tras un receso por la Copa América Centenario, Boca regresó a la competencia en la Copa Argentina 2015-16 enfrentándose por los Treintaidosavos de final a Club Atlético Güemes y ganarían fácilmente por 4 a 0 con goles de Pavón (2), Insaurralde y Pérez.
Por las Semifinales de la Copa Libertadores jugaron contra el modesto Independiente del Valle, equipo revelación de la Copa, perdiendo ambos encuentros (1:2 en Quito y 2:3 en Buenos Aires). En la revancha, Orion cometió un grosero error en un momento clave, a los 51', permitiendo que el rival aumentara la ventaja e hiciera casi una utopía para los argentinos igualar la llave. Un mes luego de esa dura eliminación, el arquero rescindió su contrato con la institución.
Durante su estadía en el club de la Ribera jugó 203 partidos, logrando ni más ni menos que cuatro torneos por la institución y siendo arquero titular de uno de los clubes más grandes de argentina durante 5 años y medio, siendo capitán del equipo además.

### Racing Club (2016-2017)
Luego de finalizar la participación de Boca en la Copa Libertadores 2016, el arquero es dejado como agente libre del plantel. Tras unas semanas de negociación, Orion firma para Racing Club por dos años, reemplazando así en el arco a Sebastián Saja, su excompañero en San Lorenzo de Almagro, al cual también sucedió en dicha institución.
El arquero, que escogió el dorsal número uno, debutó en Racing por los Dieciseisavos de final de la Copa Argentina 2015-16, frente a Olimpo, logrando una victoria por 2-1 en el Estadio Padre Ernesto Martearena.
Tres días después debutó por el torneo local en la primera jornada frente al recién ascendido Talleres de Córdoba, igualando 1 a 1 en el Estadio El Cilindro de Avellaneda, Talleres abriría la cuenta al minuto 10 tras un disparó de Sebastián Palacios que se coló por debajo de sus piernas, siendo muy criticado por esta escena. El 20 de octubre quedó eliminado de la Copa Argentina por la ronda de Octavos de final tras caer por la cuenta mínima ante Gimnasia y Esgrima de la Plata en un partido muy igualado donde cometería un nuevo blooper al cometer una mala salida al minuto 50' que aprovechó Daniel Imperiale para marcar el gol del lobo en una jornada lluviosa.
Su primer Clásico de Avellaneda lo jugó el 27 de noviembre por la fecha 11 del torneo contra Independiente de local y golearon por 3-0 con doblete de Lisandro López y uno de Gustavo Bou. Finalizó la primera rueda del certamen el 17 de diciembre contra Unión de Santa Fe cayendo por la cuenta mínima cometiendo un nuevo error que le costó una nueva derrota a su equipo después de un pase de Lucas Gamba a Diego Godoy Orion estaría flojo en la atajada y con algo de complicidad del golero Unión marcó de contragolpe.
Tras esto habría un el largo receso en el fútbol argentino disputó el típico torneo de verano entre mediados de enero y principios de febrero, su primer torneo sería la Copa Provincia de Salta jugando un triangular con Independiente y Atlético Tucumán. Su primer partido fue contra Independiente el 23 de enero y ganarían rotundamente por 3-0 con Orion de titular todo el encuentro, el segundo partido fue contra Tucumán lógicamente y empatarían 1-1 con Orion fuera de la citación, con el empate le bastaría para ser los campeones del torneo amistoso con cuatro puntos. El 30 del mismo mes jugaron la denominada Copa Revancha contra su archirrival Independiente en Mar del Plata y tras empatar 0-0 serían campeones en penales por un dramático 8-7 después de que le atajara el penal a Nery Domínguez, Santiago Rosales cerró la llave marcando su penal.
Volvió a jugar un partido oficial luego de 3 meses el día 1 de marzo contra Rionegro Águilas por la Primera fase de la Copa Sudamericana, ganarían por la cuenta mínima en el Cilindro con solitario gol de Brian Mansilla al minuto 60.
Cometió un nuevo error por la jornada 19 ante Tigre: en una lluviosa jornada, Orión recibió un pase de un compañero y realizeo un mal pase que llegó a los pies de un rival y Sebastián Rincón anotó el 1-1 parcial a los 2 minutos de partido. Para su suerte el partido se suspendió y en una cancha seca Racing goleó por 4-1. El 14 de mayo cometió un nuevo blooper esta vez frente al clásico rival, Independiente, en el Estadio Libertadores de América por la jornada 24: corría el minuto 61' y Emiliano Rigoni marcó el primer gol del partido de tiro libre de zurda, sorprendiendo al portero visitante, quien pudo hacer mucho más pero no se esperaba el envío a su palo. Meza marcó el segundo y definitivo tanto con un golazo en el que dribló a tres jugadores y superó al guardameta. Esta pésima actuación en el clásico lo haría ser aún más resistido por los hinchas. Las críticas se acrecentarían en la siguiente jornada tras recibir cuatro goles en la caída 4-1 contra Rosario Central. Tras estar una jornada sin jugar sería titular en la igualdad a uno contra Aldosivi. Este sería su último partido como jugador de Racing. Luego de eso quedó relegado a la suplencia por sus constantes errores.
El 8 de junio de 2017 comunicó por su Facebook la desvinculación con el club por motivos personales y por haber recibido amenazas. En su corta estadía en el club jamás pudo ganarse el corazón de los hinchas de La Academia. En su paso por Racing jugó 29 partidos recibiendo 38 goles, por el torneo argentino jugó 26 de 28 posibles y recibió 36 goles en contra, dos por la Copa Argentina y uno por la Copa Sudamericana 2017.

### Colo-Colo (2017-2019)
El 23 de junio de 2017 fue confirmado como refuerzo de Colo-Colo en reemplazo del portero y seleccionado paraguayo, Justo Villar para la Temporada 2017, firmando un contrato por 18 meses.

#### 2017
Debutó oficialmente el 9 de julio de 2017 en la estrepitosa derrota por 4 a 1 ante Deportes La Serena, en el partido por la primera fase de la Copa Chile, siendo muy criticado por recibir 4 goles en su debut si bien en ninguno fue responsable pudo haber hecho más en alguno, como dato anecdótico fue el primer arquero debutante en el arco albo en recibir 4 goles en un partido desde de Raúl Olivares en febrero de 2008. Posteriormente el 23 de julio, los albos se consagraron campeones de la Supercopa de Chile 2017 goleando 4-1 a su segundo mayor rival rival, la Universidad Católica, y con Orion como una de las figuras del encuentro junto con Jorge Valdivia, Jaime Valdés y Esteban Paredes al tener 3 tapadones, el primero al minuto 6' atajando un cabezazo de Santiago Silva cuando el marcador iba 0-0, al 34' volvió a atajar otro cabezazo a quemarropa de Silva con felina reacción y al 82' volvió a lucirse tras atajar un disparó de Fernando Cordero, los cruzados abrieron la cuenta al minuto 29' tras un gol de cabeza de Kuscevic, al minuto siguiente Paredes igualó de tijera, en el minuto 10 del segundo tiempo Andrés Vilches anotó el 2-1 tras pase del "Mago" Valdivia, seis minutos después el "Pajarito" Valdés estiró la ventaja al marcar el 3-1 de penal y al 74 de partido Paredes cerró el partido tras notable asociación entre el Valdés y Valdivia, logrando su primer título con los albos.
Tras tener un pésimo inicio de torneo ganando apenas 2 de 6 partidos y con un técnico cada vez más cuestionado, los "albos" ganaron sus 4 partidos siguientes y alcanzaron al líder Unión Española en la cima del Transición 2017 con 21 puntos cada uno, en la undécima fecha se enfrentaron a Deportes Temuco en el Estadio Germán Becker, donde el "pije" ganaría por la mínima con gol de penal de Cris Martínez al 86' en ese partido Orion le tapó un penal a Martínez al minuto 90+9' fue un partido lleno de polémicas porque César Deischler expulsó a tres jugadores albos, primero a Benjamín Berríos al 51' por doble amarilla, segundo a Matías Zaldivia al 81' por doble amarilla también por una mano que ocasionó penal y una acalorada discusión, y finalmente al tercer y más polémica expulsión Esteban Paredes dos minutos después desde la banca por insultar a Polic supuestamente, esto ocasionaría la ira del dt Pablo Guede que fue a encarar a Deischler y Polic en camarines, en la siguiente fecha y con varias bajas estelares Colo Colo goleó por 5-2 a Unión Española con notables actuaciones de Jaime Valdés y el regresado Octavio Rivero en un partido clave por el torneo y recuperando la punta igualando a Unión y a la U con 24 puntos a tres fechas del final, en las siguientes dos jornadas vencieron a Everton de Viña del Mar y Curicó Unido quedando líderes en solitario con 30 puntos tras las caídas de Unión y la "U".
El día 9 de diciembre fue la última fecha del Transición 2017 con Colo-Colo, Unión y la "U" jugando en simultáneo por el título, si los albos ganaban eran campeones así que tenían la primera opción, el equipo adiestrado por Pablo Guede viajó hasta Concepción para enfrentarse a Huachipato en el Estadio Ester Roa Rebolledo, al final del primer tiempo se fueron al descanso igualados 0-0, al minuto 72' el árbitro Julio Bascuñán cobró un polémico penal a favor de Colo-Colo que Jaime Valdés cambió por gol, al minuto 82' Octavio Rivero marcó el 2-0 asegurando el campeonato tras pase del "Pájaro" Valdés y con un potente derechazo cruzado venció la resistencia de Carlos Lampe, después al 90+2' Nicolás Orellana cerró el marcador con un 3-0 así Colo-Colo volvió a ser campeón del fútbol chileno luego de dos años y bajaron su estrella 32.
Agustín fue de menos a manos en el Torneo de Transición 2017 convirtiéndose poco a poco en una de las figuras del campeón, jugó todos los partidos y todos los minutos (1.350), recibiendo solo 13 goles en contra y dejando en 6 partidos su portería en cero, además fue elegido el mejor arquero del torneo.

#### 2018
Empezaron el año ganando la Supercopa de Chile 2018 tras golear 3-0 a Santiago Wanderers con anotaciones de Óscar Opazo, Brayan Véjar y Jaime Valdés. Quedaron situados en el Grupo B de la Copa Libertadores 2018 con Atlético Nacional de Colombia, Bolívar de Bolivia, y Delfín SC de Ecuador, finalizaron segundos en el Grupo con 8 unidades logrando clasicar a octavos de final tras 11 años luego de empatar 0-0 con Atlético Nacional en Colombia, ahí se toparon con Corinthians de Brasil, en la ida ganaron de local 1-0 con solitario gol de Carlos Carmona, mientras que en la vuelta perdieron 2-1 en Brasil (Con Orion como una de las figuras) y lograron dar uno de los batacazos de la Copa al eliminar al equipo paulista por un global de 2-2 (avanzando por gol de visitante). En cuartos de final el rival sería Palmeiras, quien vencería a Colo-Colo por 2-0 en ambos partidos, eliminándolo así de la Copa Libertadores. Por el Torneo Nacional 2018 terminaron en el quinto lugar con 43 puntos, a 19 del campeón Universidad Católica.
A final de año, se puso en duda su renovación tras la no clasificación del equipo a la Copa Libertadores 2019 y el surgimiento del joven portero Brayan Cortés, finalmente tras largas negociaciones el experimentando meta argentino aceptó reducir en gran parte su salario y renovar por 1 año más.

#### 2019
El 30 de enero de 2019 sufrió una rotura del tendón del hombro izquierdo tras chocar con un jugador de Everton por la Copa Amistosa Torneo de Verano Fox Sports 2019, al día siguiente fue operado y sería baja por tres meses. Después de eso, durante abril y mayo inició su fase de recuperación, se presumía que el guardameta volvería a atajar por la Segunda Fase de la Copa Chile 2019 contra Deportes Puerto Montt, pero no fue así y sorpresivamente Mario Salas eligió a Darío Melo para ambos duelos, posteriormente, el 24 de julio y por motivos personales, anunció su salida de Colo-Colo luego de llegar a acuerdo con la dirigencia del club, aunque algunos medios dicen su salida fue por un encontrón con Mario Salas. En 2020, Orión indicó a Salas como el peor técnico que lo dirigió, y confirmó que su relación se daño luego de una charla en la que Salas le indicó que no lo tenía considerado en sus planes, por lo que optó por rescindir su contrato.

## Selección nacional
Fue convocado con la Selección argentina por primera vez por Alfio Basile, como tercer portero por detrás de Roberto Abbondanzieri y Juan Pablo Carrizo para disputar la Copa América 2007, que se disputó en Venezuela. El arquero no tuvo minutos en la competición.
En 2011 fue convocado por Alejandro Sabella para disputar el Superclásico de las Américas frente a la selección de Brasil, siendo el portero del equipo en ambos encuentros, recibiendo dos goles en la vuelta en Brasil. Además, en la edición siguiente del torneo amistoso, Orion disputó el partido revancha que se jugó en La Bombonera, ganando su equipo nacional por 2:1, cayendo en penales para desempatar.
En 2012, luego de su recuperación por la lesión sufrida en la final de la Copa Libertadores, fue convocado como portero suplente para algunos de los partidos por las eliminatorias para Brasil 2014. Dichas convocatorias continuaron por el resto de los partidos clasificatorios, lo que llevó al entrenador Sabella a convocarlo como tercer portero de la selección argentina en la Copa Mundial de la FIFA Brasil 2014, usando el dorsal número 12. Durante el desarrollo del torneo, el arquero no sumó minutos.

### Participaciones en Copa América
| Torneo            | Sede      | Resultado  | PJ | Goles |
| ----------------- | --------- | ---------- | -- | ----- |
| Copa América 2007 | Venezuela | Subcampeón | 0  | 0     |

### Participaciones en Copas del Mundo
| Mundial           | Sede   | Resultado  | PJ | Goles |
| ----------------- | ------ | ---------- | -- | ----- |
| Copa Mundial 2014 | Brasil | Subcampeón | 0  | 0     |

### Participaciones en Clasificatorias a Copas del Mundo
| Eliminatorias                    | País      | Resultado   | Posición | PJ | Goles | P.C |
| -------------------------------- | --------- | ----------- | -------- | -- | ----- | --- |
| Clasificatorias a Sudáfrica 2010 | Sudáfrica | Clasificado | 4.º      | 0  | 0     | 2   |
| Clasificatorias a Brasil 2014    | Brasil    | Clasificado | 1.º      | 0  | 0     | 5   |

### Partidos internacionales
Actualizado hasta el 21 de noviembre de 2012.
| 1     | 15 de septiembre de 2011 | Estadio Monumental Antonio Vespucio Liberti, Buenos Aires, Argentina | Argentina  | 0-0      | Brasil    | -0 | Superclásico de las Américas 2011 |
| 2     | 29 de septiembre de 2011 | Estadio Mangueirão, Belém, Brasil                                    | Brasil     | 2-0      | Argentina | -2 | Superclásico de las Américas 2011 |
| 3     | 21 de noviembre de 2012  | Estadio La Bombonera, Buenos Aires, Argentina                        | Argentina  | 2-1 3-4p | Brasil    | -1 | Superclásico de las Américas 2012 |
| Total |                          |                                                                      | Presencias | 3        | Goles     | -3 |                                   |

## Participaciones internacionales
| Club                   | Competencia            | Resultado        |
| ---------------------- | ---------------------- | ---------------- |
| San Lorenzo Argentina  | Copa Sudamericana 2003 | Segunda fase     |
| San Lorenzo Argentina  | Copa Sudamericana 2004 | Segunda fase     |
| San Lorenzo Argentina  | Copa Libertadores 2005 | Fase de grupos   |
| San Lorenzo Argentina  | Copa Sudamericana 2006 | Cuartos de final |
| San Lorenzo Argentina  | Copa Sudamericana 2007 | Primera fase     |
| San Lorenzo Argentina  | Copa Libertadores 2008 | Cuartos de final |
| San Lorenzo Argentina  | Copa Sudamericana 2008 | Primera fase     |
| San Lorenzo Argentina  | Copa Libertadores 2009 | Fase de grupos   |
| San Lorenzo Argentina  | Copa Sudamericana 2009 | Cuartos de final |
| Estudiantes Argentina  | Copa Libertadores 2010 | Cuartos de final |
| Estudiantes Argentina  | Copa Sudamericana 2010 | Segunda fase     |
| Estudiantes Argentina  | Copa Libertadores 2011 | Octavos de final |
| Boca Juniors Argentina | Copa Libertadores 2012 | Subcampeón       |
| Boca Juniors Argentina | Copa Sudamericana 2012 | Segunda fase     |
| Boca Juniors Argentina | Copa Libertadores 2013 | Cuartos de final |
| Boca Juniors Argentina | Copa Sudamericana 2014 | Semifinales      |
| Boca Juniors Argentina | Copa Libertadores 2015 | Octavos de final |
| Boca Juniors Argentina | Copa Libertadores 2016 | Semifinales      |
| Racing Club Argentina  | Copa Sudamericana 2017 | Cuartos de final |
| Colo Colo · Chile      | Copa Libertadores 2018 | Cuartos de final |
| Colo Colo · Chile      | Copa Sudamericana 2019 | Primera fase     |

## Estadísticas
Datos actualizados al 2 de diciembre de 2018.
| San Lorenzo de Almagro Argentina |               |               |     |     |     |    |    |    |     |    |     |     |     |     |
| 1.ª | A-2003        | -             | -   | -   | -   | -  | -  | 1  | 2   | 0  | 1   | 2   | 0   |     |
| 1.ª | A-2004        | -             | -   | -   | -   | -  | -  | 1  | 0   | 1  | 1   | 0   | 1   |     |
| 1.ª | C-2005        | 13            | 15  | 4   | -   | -  | -  | 3  | 4   | 1  | 16  | 19  | 5   |     |
| 1.ª | A-2005        | 1             | 1   | 0   | -   | -  | -  | -  | -   | -  | 1   | 1   | 0   |     |
| 1.ª | C-2006        | 4             | 1   | 3   | -   | -  | -  | -  | -   | -  | 4   | 1   | 3   |     |
| 1.ª | A-2006        | 1             | 0   | 1   | -   | -  | -  | 6  | 5   | 2  | 7   | 5   | 3   |     |
| 1.ª | C-2007        | 19            | 17  | 8   | -   | -  | -  | -  | -   | -  | 19  | 17  | 8   |     |
| 1.ª | A-2007        | 18            | 26  | 2   | -   | -  | -  | 2  | 4   | 0  | 20  | 30  | 2   |     |
| 1.ª | C-2008        | 17            | 17  | 5   | -   | -  | -  | 10 | 12  | 4  | 27  | 29  | 9   |     |
| 1.ª | A-2008        | 21            | 21  | 7   | -   | -  | -  | 2  | 2   | 1  | 23  | 23  | 8   |     |
| 1.ª | C-2009        | 4             | 6   | 0   | -   | -  | -  | 3  | 4   | 0  | 7   | 10  | 0   |     |
| Total club | Total club    | 98            | 104 | 30  | 0   | 0  | 0  | 28 | 33  | 9  | 126 | 137 | 39  |     |
| Estudiantes de La Plata Argentina |               |               |     |     |     |    |    |    |     |    |     |     |     |     |
| 1.ª | C-2010        | 17            | 11  | 8   | -   | -  | -  | 10 | 8   | 5  | 27  | 19  | 13  |     |
| 1.ª | A-2010        | 17            | 6   | 12  | -   | -  | -  | 2  | 2   | 0  | 19  | 8   | 12  |     |
| 1.ª | C-2011        | 19            | 19  | 8   | -   | -  | -  | 8  | 11  | 3  | 27  | 30  | 11  |     |
| Total club | Total club    | 53            | 36  | 28  | 0   | 0  | 0  | 20 | 21  | 8  | 73  | 57  | 36  |     |
| Boca Juniors Argentina |               |               |     |     |     |    |    |    |     |    |     |     |     |     |
| 1.ª | A-2011        | 19            | 6   | 13  | -   | -  | -  | -  | -   | -  | 19  | 6   | 13  |     |
| 1.ª | C-2012        | 16            | 14  | 10  | 1   | 1  | 0  | 13 | 8   | 7  | 30  | 23  | 17  |     |
| 1.ª | I-2012        | 11            | 10  | 4   | -   | -  | -  | -  | -   | -  | 11  | 10  | 4   |     |
| 1.ª | F-2013        | 12            | 11  | 4   | 1   | 3  | 0  | 10 | 8   | 5  | 23  | 22  | 9   |     |
| 1.ª | I-2013        | 16            | 17  | 5   | -   | -  | -  | -  | -   | -  | 16  | 17  | 5   |     |
| 1.ª | F-2014        | 17            | 19  | 5   | -   | -  | -  | -  | -   | -  | 17  | 19  | 5   |     |
| 1.ª | 2014          | 19            | 23  | 5   | 1   | 2  | 0  | 8  | 4   | 4  | 28  | 29  | 9   |     |
| 1.ª | 2015          | 21            | 16  | 10  | 6   | 1  | 5  | 7  | 2   | 5  | 34  | 19  | 20  |     |
| 1.ª | 2016          | 12            | 9   | 5   | 2   | 4  | 1  | 11 | 11  | 3  | 25  | 24  | 9   |     |
| Total club | Total club    | 143           | 125 | 61  | 11  | 11 | 6  | 49 | 33  | 24 | 203 | 169 | 91  |     |
| Racing Club Argentina |               |               |     |     |     |    |    |    |     |    |     |     |     |     |
| 1.ª | 2016-17       | 26            | 36  | 7   | 2   | 2  | 0  | 1  | 0   | 1  | 29  | 38  | 8   |     |
| Total club | Total club    | 26            | 36  | 7   | 2   | 2  | 0  | 1  | 0   | 1  | 29  | 38  | 8   |     |
| Colo-Colo · Chile |               |               |     |     |     |    |    |    |     |    |     |     |     |     |
| 1.ª | T-2017        | 15            | 13  | 6   | 5   | 10 | 1  | -  | -   | -  | 20  | 23  | 7   |     |
| 1.ª | 2018          | 28            | 35  | 7   | 2   | 1  | 1  | 10 | 11  | 3  | 40  | 47  | 11  |     |
| Total club | Total club    | 43            | 48  | 13  | 7   | 11 | 2  | 10 | 11  | 13 | 60  | 70  | 18  |     |
| Total carrera | Total carrera | Total carrera | 363 | 349 | 139 | 20 | 24 | 8  | 108 | 98 | 55  | 491 | 471 | 192 |
| (1) Incluye datos de la Copa Argentina (2011-12, 2012-13, 2013-14, 2014-15, 2015-16); Supercopa Argentina (2015); Supercopa de Chile (2017, 2018); Copa Chile (2017, 2018). (2) Incluye datos de la Copa Sudamericana (2003, 2004, 2006, 2007, 2008, 2010, 2014, 2017); Copa Libertadores (2005, 2008, 2009, 2010, 2011, 2012, 2013, 2015, 2016). (2) No incluye goles en partidos amistosos. |               |               |     |     |     |    |    |    |     |    |     |     |     |     |

## Palmarés

### Campeonatos nacionales
| Título                    | Equipo       | País      | Año    |
| ------------------------- | ------------ | --------- | ------ |
| Primera División          | San Lorenzo  | Argentina | 2007-C |
| Primera División          | Estudiantes  | Argentina | 2010-A |
| Primera División          | Boca Juniors | Argentina | 2011-A |
| Copa Argentina            | Boca Juniors | Argentina | 2012   |
| Primera División          | Boca Juniors | Argentina | 2015   |
| Copa Argentina            | Boca Juniors | Argentina | 2015   |
| Supercopa de Chile        | Colo-Colo    | Chile     | 2017   |
| Primera División de Chile | Colo-Colo    | Chile     | 2017-T |
| Supercopa de Chile        | Colo-Colo    | Chile     | 2018   |

### Distinciones individuales
| Distinción                        | Año  |
| --------------------------------- | ---- |
| Premio Ubaldo Matildo Fillol      | 2011 |
| Parte del Equipo Ideal de América | 2012 |